# Каракульская овца

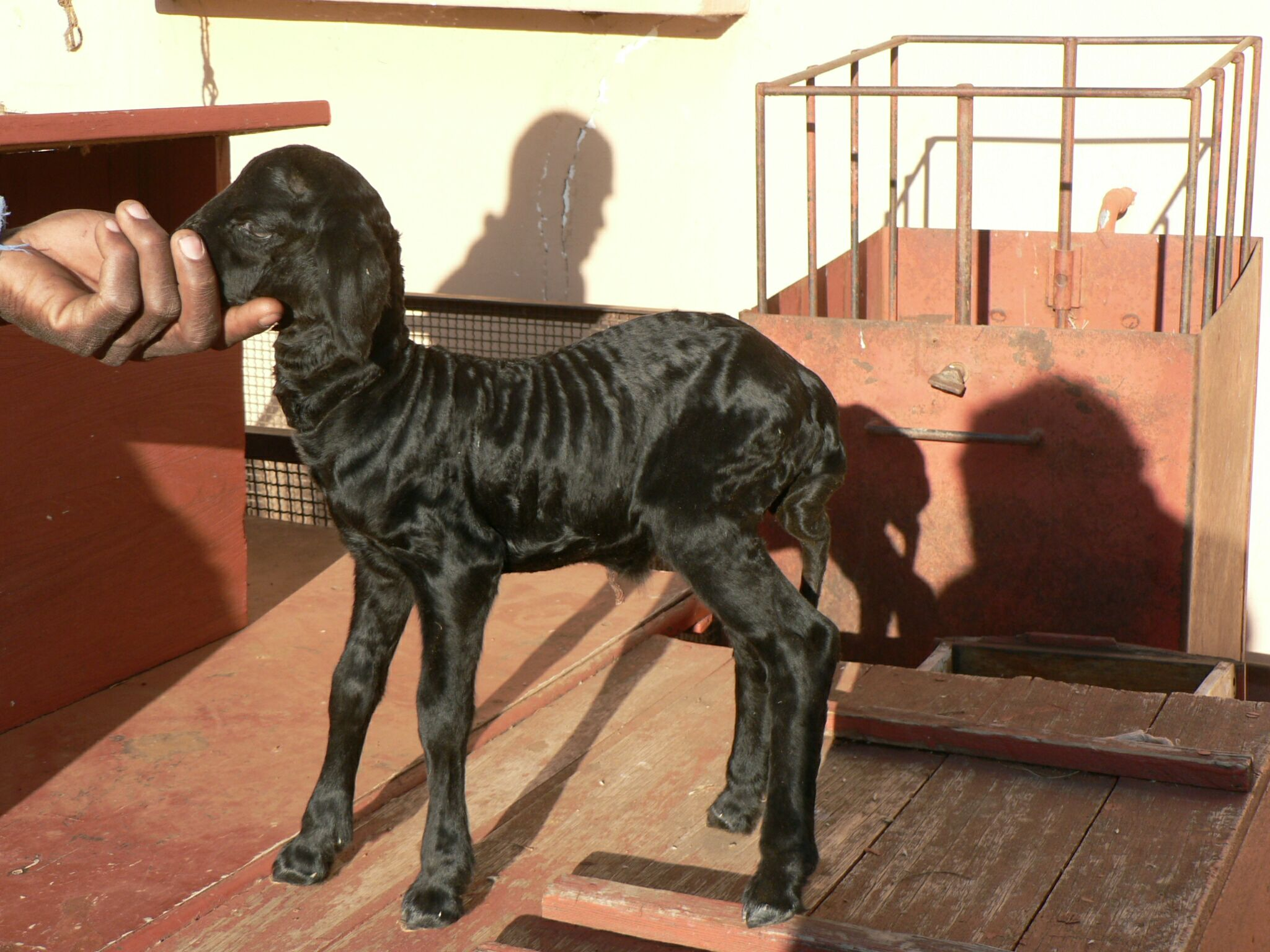
Ягнёнок каракульской породы овец

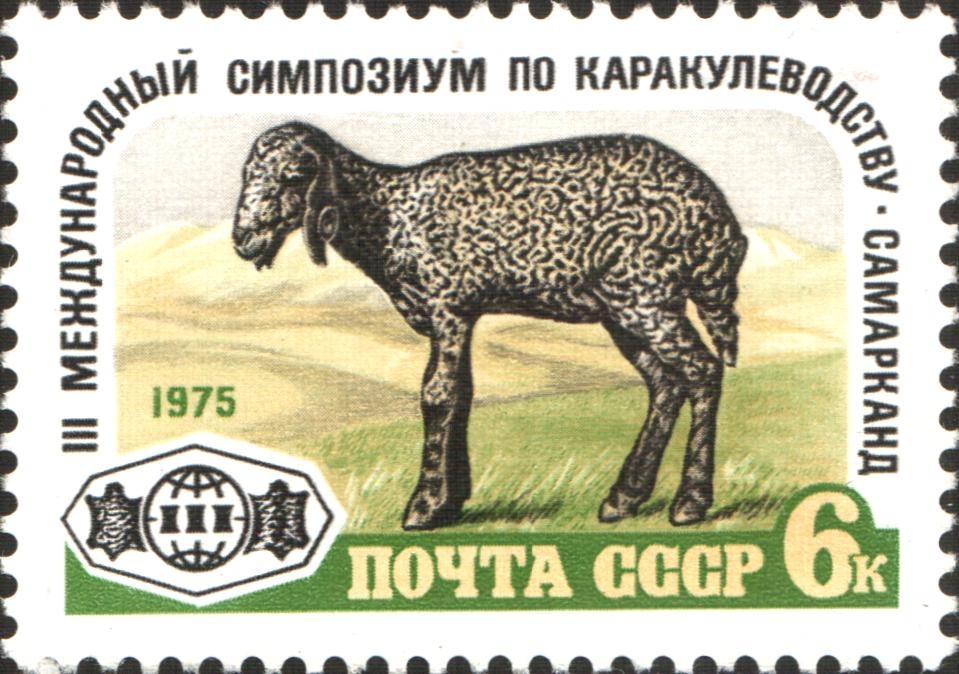
Почтовая марка СССР, 1975 год

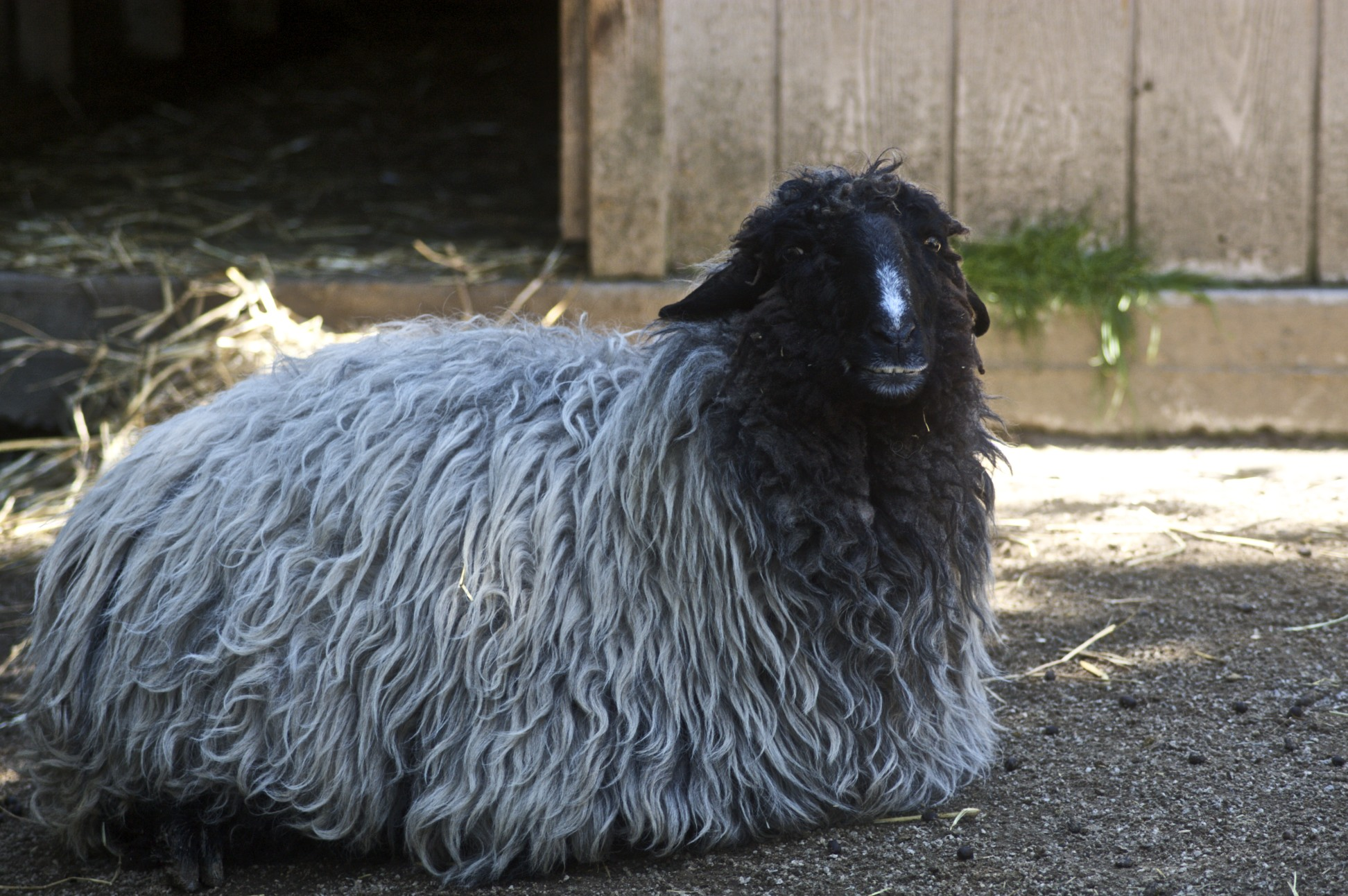
Каракульская овца в Акронском зоопарке

Кара́кульская порода — жирнохвостая грубошёрстная порода овец смушково-молочного направления. Распространена в Средней Азии, главным образом в Узбекистане.
Основным продуктом данной породы является каракуль и каракульча. Каракульская порода даёт лучшие в мире смушки.
Каракульская порода овец древняя, считается, что её вывели народы Средней Азии путём умелого отбора и подбора благоприятных для выращивания овец природных и кормовых условий.
Смушковое овцеводство существовало в Средней Азии ещё за 800 лет до н. э.
Каракульские овцы хорошо приспособлены к суровым климатическим условиям полупустынь и пустынь. Бараны этой породы в основном рогатые, а матки комолые. Живой вес маток 45-50 кг, баранов от 55 до 85-90 кг у лучших представителей породы. Ягнята каракульской породы делятся на чёрных, серых, сур и комбар, основную массу поголовья, до 85 % составляют чёрные овцы, однако с возрастом овцы седеют. Настриг шерсти с головы составляет 2,2-3,8 кг. Мясо и сало каракульской овцы имеет хороший вкус. У большинства представителей породы голова полугорбоносая, хвост имеет большое отложение жира, длинный (спускается ниже скакательного сустава), тело глубокое. Шерсть полученная с взрослых овец используется для выделки ковров и для изготовления грубой шерстяной ткани.
Различают овец крепкого, грубого и нежного конституционального типа.
Для получения молока используются отлучённые от ягнят матки (вследствие убоя для получения каракуля), для получения мяса — выбракованные матки и баранчики, имеющие низкое качество каракуля, убой баранчиков производится после их доращивания до 10-12 кг.
При разведении овец этой породы на обильных и сочных пастбищах качество каракуля ухудшается.
Каракульские овцы разводятся в Иране, Афганистане, Намибии, ЮАР. На территории СССР выращивались в республиках Средней Азии, в некоторых районах Молдавской и Украинской республик (Херсонская, Одесская, Полтавская, Николаевская области), Волгоградской, Астраханской, Оренбургской областях, Краснодарском крае, Калмыкии. В настоящее время в 50-ти странах мира разводится каракульская порода, общая численность поголовья достигает 31 млн голов. Разведение каракульской породы в России продолжено в Астраханской области и в Калмыкии.
В 1950-е годы и, очевидно, позднее существовали государственные племенные рассадники союзного и республиканского значения, племенные совхозы. В Самарканде работал НИИ каракулеводства.
В 1976 году было завершено выведение четырёх новых заводских типов каракульских овец: «кенимехский» (на государственном племзаводе «Кенимех»), «нишанский» (на государственном племзаводе «Нишан»), «мубарекский» (на государственном племзаводе «Мубарек») и «каракумский» (на государственном племзаводе «Кара-Кум»).
В 1977 году в племенных заводах «Карнаб» и имени Гагарина Узбекской ССР было завершено выведение трёх новых заводских типов каракульских овец: «гагаринский» — белой окраски, «самаркандский» — белой горностаевой окраски и «сайханский» — розовой окраски.
В 1983 году специалистами Казахского НИИ каракулеводства и госплемзавода «Таласский» Джамбулской области было завершено выведение нового заводского типа каракульских овец серой окраски.
В 1984 году специалистами Туркменского филиала Всесоюзного НИИ каракулеводства и племсовхоза «Ударник» Тедженского района Ашхабадской области было завершено выведение нового заводского типа каракульских овец чёрной окраски методом селекции.
В Узбекистане разведением каракульской породы занимается компания «Узбек коракули».